# Galetov grad
Galetov grad je neorenesančni dvorec, ki se nahaja na Vodnikovi cesti 43 v Spodnji Šiški v Ljubljani.
Danes v njem delujeta Policijsko veteransko društvo Sever Ljubljana in Policijski pihalni orkester.

## Zgodovina
Sredi 18. stoletja je baron Anton Nepomuk Taufferer kupil kmečko posestvo v Spodnji Šiški; tam ležečo kajžo je dal prezidati v podeželski dvorec in ga poimenoval Pepensfeld. Leta 1780 je dvorec kupil baron Maksimilijan Raigersfeld, nato pa je čez štiri leta baron Janez Nepomuk Auersperg prevzel lastništvo nad dvorcem in ga priključil bližnjemu posestu z dvorcem Jama. Pozneje je dvorec zamenjal več lastnikov: Franc Widmannstatten (1803), baron Janez Nepomuk Buseth (1806), vitez Jožef Kalchberg (1811), baron Karl Schweiger Lechenfeld (1856), vitez Anton Gariboldi (1863) in Adolf Gale (1875); po zadnjemu lastniku je dvorec dobil tudi trenutni naziv.
Dvorec je vpisan v Register nepremične kulturne dediščine, vendar nima statusa kulturnega spomenika.